# Amagne
Amagne és un municipi francès situat al departament de les Ardenes i a la regió del Gran Est. L'any 2007 tenia 689 habitants.

## Demografia

### Població
El 2007 la població de fet d'Amagne era de 689 persones. Hi havia 268 famílies de les quals 76 eren unipersonals (32 homes vivint sols i 44 dones vivint soles), 80 parelles sense fills, 100 parelles amb fills i 12 famílies monoparentals amb fills.
La població ha evolucionat segons el següent gràfic:
Habitants censats

### Habitatges
El 2007 hi havia 311 habitatges, 271 eren l'habitatge principal de la família, 17 eren segones residències i 23 estaven desocupats. 296 eren cases i 14 eren apartaments. Dels 271 habitatges principals, 218 estaven ocupats pels seus propietaris, 50 estaven llogats i ocupats pels llogaters i 3 estaven cedits a títol gratuït; 8 tenien dues cambres, 28 en tenien tres, 64 en tenien quatre i 171 en tenien cinc o més. 217 habitatges disposaven pel capbaix d'una plaça de pàrquing. A 117 habitatges hi havia un automòbil i a 121 n'hi havia dos o més.

### Piràmide de població
La piràmide de població per edats i sexe el 2009 era:
| Homes | Edats   | Dones |
| ----- | ------- | ----- |
| 0     | 95 o +  | 4     |
| 4     | 90 a 94 | 0     |
| 8     | 85 a 89 | 8     |
| 16    | 80 a 84 | 12    |
| 16    | 75 a 79 | 32    |
| 16    | 70 a 74 | 8     |
| 12    | 65 a 69 | 20    |
| 8     | 60 a 64 | 20    |
| 4     | 55 a 59 | 0     |
| 12    | 50 a 54 | 0     |
| 12    | 45 a 49 | 12    |
| 32    | 40 a 44 | 40    |
| 44    | 35 a 39 | 28    |
| 20    | 30 a 34 | 28    |
| 4     | 25 a 29 | 12    |
| 24    | 20 a 24 | 32    |
| 28    | 15 a 19 | 32    |
| 40    | 10 a 14 | 28    |
| 28    | 5 a 9   | 32    |
| 32    | 0 a 4   | 16    |

## Economia
El 2007 la població en edat de treballar era de 420 persones, 297 eren actives i 123 eren inactives. De les 297 persones actives 264 estaven ocupades (154 homes i 110 dones) i 33 estaven aturades (15 homes i 18 dones). De les 123 persones inactives 27 estaven jubilades, 40 estaven estudiant i 56 estaven classificades com a «altres inactius».

### Ingressos
El 2009 a Amagne hi havia 277 unitats fiscals que integraven 708 persones, la mediana anual d'ingressos fiscals per persona era de 15.652 €.

### Activitats econòmiques
Dels 20 establiments que hi havia el 2007, 1 era d'una empresa extractiva, 2 d'empreses de fabricació d'altres productes industrials, 3 d'empreses de construcció, 5 d'empreses de comerç i reparació d'automòbils, 2 d'empreses de transport, 1 d'una empresa d'hostatgeria i restauració, 1 d'una empresa de serveis, 3 d'entitats de l'administració pública i 2 d'empreses classificades com a «altres activitats de serveis».
Dels 5 establiments de servei als particulars que hi havia el 2009, 1 era un paleta, 1 guixaire pintor, 1 perruqueria, 1 restaurant i 1 saló de bellesa.
L'únic establiment comercial que hi havia el 2009 era una botiga de menys de 120 m².
L'any 2000 a Amagne hi havia 8 explotacions agrícoles.

## Equipaments sanitaris i escolars
El 2009 hi havia una escola elemental.

## Poblacions properes
El següent diagrama mostra les poblacions més properes.